# Satratoxine
| Satratoxine                |                                                               |                                                               |                                                               |
| Name                       | Satratoxin F                                                  | Satratoxin G                                                  | Satratoxin H                                                  |
| Strukturformel             |                                                               |                                                               |                                                               |
| CAS-Nummer                 | 73513-01-6                                                    | 53126-63-9                                                    | 53126-64-0                                                    |
| PubChem                    | 101307900                                                     | 23376569                                                      | 6438478                                                       |
| Summenformel               | C29H34O10                                                     | C29H36O10                                                     | C29H36O9                                                      |
| Molare Masse               | 542,6 g·mol−1                                                 | 544,6 g·mol−1                                                 | 528,6 g·mol−1                                                 |
| Aggregatzustand            | fest                                                          | fest                                                          | fest                                                          |
| Schmelzpunkt               | 140–143 °C                                                    | 167–170 °C                                                    | 162–166 °C                                                    |
| Löslichkeit                | löslich in Methanol, Ethanol, Isopropanol, Aceton, Chloroform | löslich in Methanol, Ethanol, Isopropanol, Aceton, Chloroform | löslich in Methanol, Ethanol, Isopropanol, Aceton, Chloroform |
| GHS- Kennzeichnung         | \| keine Einstufung verfügbar \|                              | \| keine Einstufung verfügbar \|                              | \| keine Einstufung verfügbar \|                              |
| H- und P-Sätze             | siehe oben                                                    | siehe oben                                                    | siehe oben                                                    |
| H- und P-Sätze             | siehe oben                                                    |                                                               |                                                               |
| keine Einstufung verfügbar |                                                               |                                                               |                                                               |

Die Satratoxine sind potente Mykotoxine (Schimmelpilzgifte), die von dem Schlauchpilz Stachybotrys chartarum produziert werden und zur Gruppe der Trichothecene gehören. Der Name Satratoxin geht auf den früheren Pilznamen Stachybotrys atra zurück, der jedoch in der aktuellen Benennung der Pilzarten nicht mehr verwendet wird und nun Stachybotrys chartarum genannt wird. Es existieren drei Satratoxine („Satratoxin F“, „Satratoxin G“ und „Satratoxin H“). Ebenfalls strukturell ist das Myrotoxin B.

## Wirkung
Die Aufnahme von Satratoxinen kann zu systemischen Vergiftungserscheinungen führen, die von Reizungen der Mund- und Nasenschleimhaut, über Durchfall, Müdigkeit, Brustschmerzen und erhöhter Temperatur bis zu Lungenblutungen führen können. Es ist möglich, dass die Wirkung der Toxine erst Stunden nach der Aufnahme eines kontaminierten Lebensmittels auftreten kann.

## Gegenmittel
Zurzeit gibt es keine Gegenmittel oder schnelle Nachweisverfahren für Satratoxine. Eine Therapiemöglichkeit besteht nur durch Verabreichung von Adsorptionsmitteln wie Aktivkohle, die die Toxine im Körper binden und ihre Wirkung einschränken.